# Danny Perich Campana
Danny José Perich Campana (Punta Arenas, 7 de noviembre de 1954) es un profesor de matemática chileno. Creador de la página web Sector Matemática y de la competencia internacional de problemas matemáticos El Gran Desafío en la cual participan más de 20 países.

## Trayectoria
En 1999 y en 2001, fue nominado al Premio a la Excelencia Académica que otorga cada año el Ministerio de Educación de Chile; en ambas oportunidades fue propuesto por el Liceo Nobelius de Punta Arenas.
En 1994 obtuvo el primer lugar regional en el concurso nacional «Guías de Aprendizaje para una escuela deseable», otorgado por el Ministerio de Educación y el Colegio de Profesores de Chile.
En 2000 fue premiado en reconocimiento a la Capacidad de Innovación Educativa y por su aporte a la educación matemática a través de Internet por la Unidad Ejecutora Proyecto Enlaces. En 2004 obtuvo el Premio Euclides, otorgado al mejor profesor de matemática de Chile por la Universidad Católica. Ese mismo año obtuvo el primer lugar en el concurso Guías de Aprendizaje, otorgado por el portal Educared de Telefónica de Chile.
En el ámbito de la música, es compositor; ha creado canciones para artistas de su región y de fuera, entre ellos el tenor Tito Beltrán. En 2003 fue jurado del XXIV Festival Folclórico de la Patagonia en Punta Arenas como reconocimiento a su labor de autor y compositor musical.

## Publicaciones
Entre sus publicaciones figuran el libro Gotario de poemas, pensamientos, cuentos y estupideces (Atelí, Punta Arenas, 2000) y Chistes geométricos (creada en Flash, 2007). Ese mismo año, publicó también tres libros de preparación para la prueba SIMCE, que mide la calidad de la educación en los diferentes colegios de Chile.
En 2008 publicó Las aventuras matemáticas de Daniel, editorial ALEPH. Publicó el Cancionero de la Patagonia, más de 70 canciones de autores magallánicos con sus respectivos acordes, a través del diario regional de Magallanes La Prensa Austral. Ese mismo año publicó semanalmente diversos artículos sobre los juegos de azar en el diario La Segunda, de circulación nacional, donde se presentan diversas sugerencias para obtener ganancias en juegos tales como Kino, Kino5, Toto3, etc.
En 2010 publicó en Argentina 1200 ejercicios multiple choice, editorial Logikamente. Este mismo año publicó Cancionero de la Patagonia 2.